# Moulin de Meisenthal
Ne pas confondre avec Neumuehle, un autre moulin de Meisenthal.
Le moulin de Meisenthal ou Meisedaler Miel est un ancien moulin et un ancien écart de la commune française de Meisenthal, dans le département de la Moselle.

## Localisation
Situé au nord du village, au pied du Klausenberg et sur le ruisseau de Meisenthal, le moulin se trouvait à l'entrée de la rue du Moulin, au niveau du carrefour avec les rues de la Gare et du Tiseur, à relative proximité de l'ancienne gare de Meisenthal.

## Toponymie
- En francique rhénan : Meisedaler Miel[2]. En allemand : Meisenthaler Muehle ou Meisentaler Mühle.

## Histoire

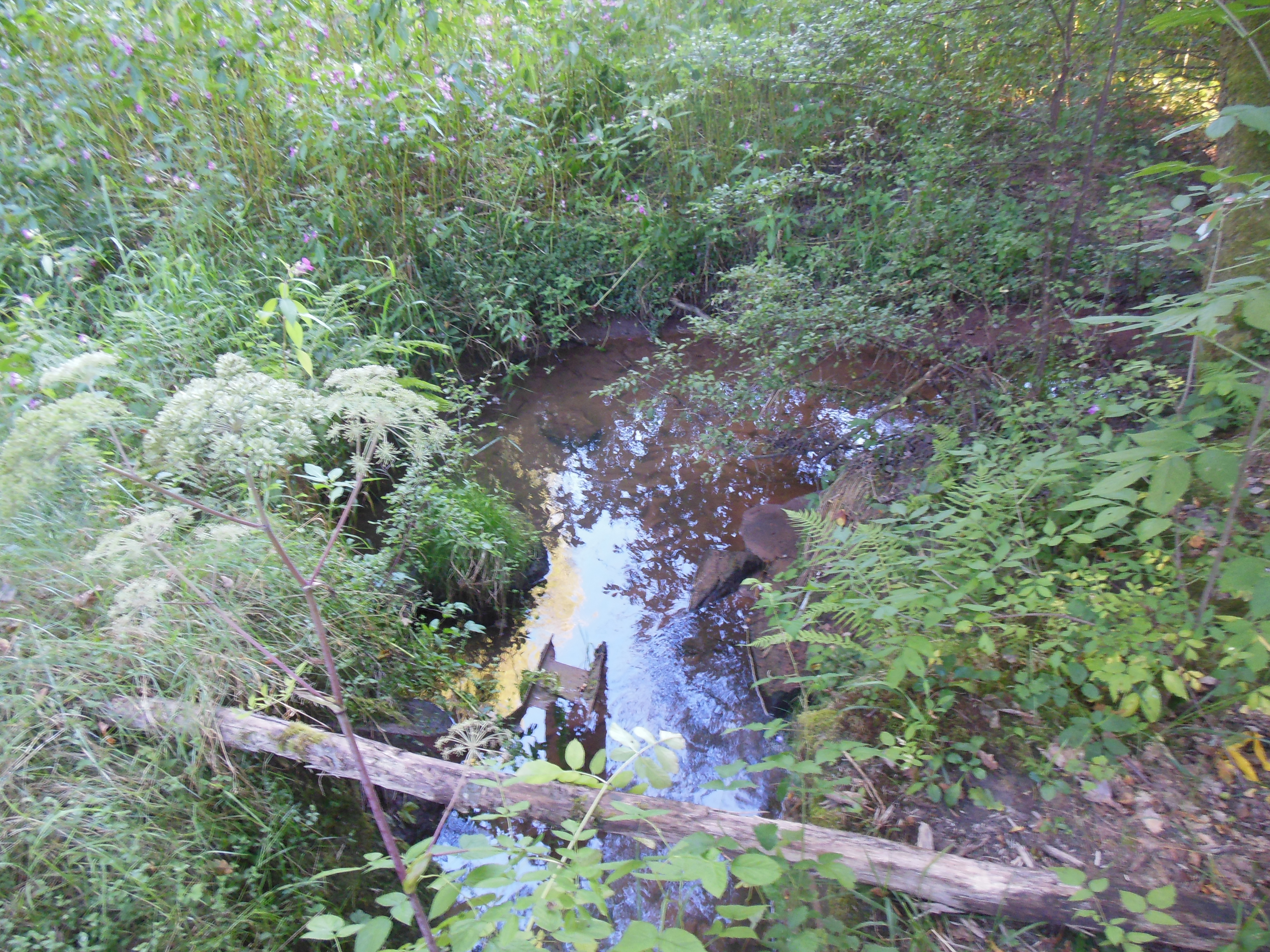
Le ruisseau de Meisenthal.

Le 8 juillet 1730, un arrêt de la chambre des comptes de Lorraine acense à Jean-Martin Walter, verrier à Meisenthal, « l'emplacement où êtoit autrefois un moulin près de ladite verrerie de Majendal sur le ruisseau de Meizenbach », avec les 10 jours de terre au-delà qui y sont contigus, à charge de « construire incessamment un moulin avec ses dépendances dans ledit emplacement ». Il est aussi chargé de l'entretenir de toutes réparations « et même de vilains fondoirs », et doit payer annuellement au domaine vingt livres pour le cours d'eau et l'emplacement du moulin ainsi que six gros pour chacun des jours d'héritage.
Six années plus tard, un autre arrêt autorise la fondation du futur écart de Schieresthal par six ouvriers, « à charge par eux », porte ledit contrat, « de former leur établissement proche le moulin de Meyzendal, joignant le village du même nom, avec lequel ils ne feront qu'une même communauté ».